# Ripplewood
Ripplewood Holdings ist ein US-amerikanisches Private-Equity-Unternehmen mit Sitz in New York. In Deutschland war es überwiegend für seine Investments in Finanzinstitutionen bekannt.

## Hintergrund
Das Unternehmen wurde ursprünglich 1995 von Tim Collins unter dem Namen Ripplewood gegründet. Das Beteiligungsportfolio reichte von Telekommunikation über Banken bis zur Unterhaltungsbranche und gliedert sich im Wesentlichen in die zwei Bereiche Financial Services und Industrial Holdings.
2004 hat Ripplewood Holdings einen Teil seines Portfolios in die belgische Gesellschaft RHJI (Ripplewood Holdings Japan International) eingebracht. RHJ International wurde 2004 gegründet. Im Geschäftsjahr, das am 31. März 2009 endete, machte RHJI einen Verlust von umgerechnet 1.175,3 Millionen Euro bei einem Umsatz von 3,03 Milliarden Euro.
Geführt wurde RHJI von dem ehemaligen Dresdner-Bank-Vorstand Leonhard Fischer (CEO). Im Aufsichtsrat war auch der Vorstandsvorsitzende der Axel Springer AG, Mathias Döpfner, vertreten.
Bekannt wurde Ripplewood in Deutschland durch den Kauf von der BHF-Bank im Jahr 2014, die in die RHJI eingebracht wurde und danach unter BHF Kleinwort Benson Group firmierte (und später an die französische Oddo & Cie verkauft wurde).
Ende 2020 erwarb Ripplewood Teile der Fidor Bank, einer deutschen Online-Bank.